# Mick Schumacher
Mick Schumacher (IPA: [mɪk ˈʃuːmaxɐ]; Vufflens-le-Château, 22 marzo 1999) è un pilota automobilistico tedesco con cittadinanza svizzera, pilota ufficiale Alpine nel Campionato del mondo endurance.
Vincitore nel 2018 della Formula 3 europea e nel 2020 della Formula 2, ha militato in Formula 1 nel 2021 e nel 2022 con la Haas.

## Biografia
È figlio del sette volte campione del mondo di Formula 1 Michael Schumacher e di sua moglie Corinna Betsch; ha una sorella maggiore di nome Gina Maria, nata nel 1997. È inoltre nipote di Ralf Schumacher, fratello di Michael anch'esso pilota in Formula 1, e cugino di David Schumacher, figlio di Ralf, a sua volta attivo nel mondo dell'automobilismo sportivo.

## Carriera
Inizia la sua carriera alla guida di kart nel 2008. Per evitare di attirare troppo l'attenzione a causa della notorietà del padre, corre facendosi chiamare "Mick Betsch", usando il cognome da nubile della madre.

### Karting
Nel 2011 e nel 2012 Schumacher corre nella classe KF3 dell'ADAC Kart Masters, terminando rispettivamente al 9º e 7º posto. Nell'Euro Wintercup della classe KF3 si è classificato 3º nel 2011 e 2012. Nel 2013 termina terzo nel campionato tedesco Junior Kart, e nella CIK-FIA Super Cup KF junior. Nel 2014, usando il nome "Mick Junior", comincia a gareggiare nei Campionati Internazionali e Nazionali Junior, terminando 2º nella stagione del campionato tedesco Junior Kart e nei campionati europei e mondiali.

### Formule minori

#### Formula 4

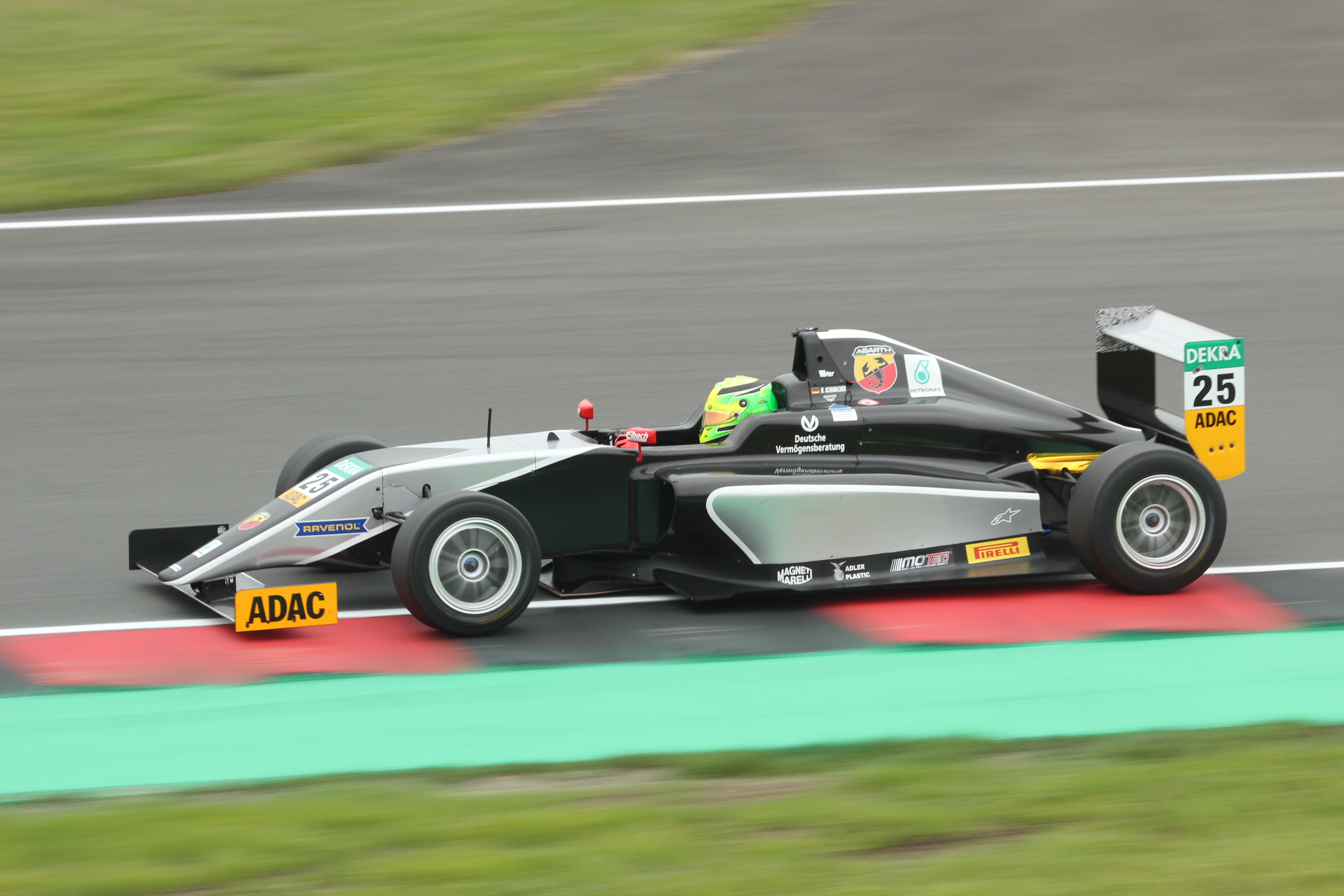
Mick Schumacher in F4 nel 2015.

Alla fine del 2014 effettua i primi test per Jenzer Motorsport in una macchina di Formula 4. Nella stagione 2015 Schumacher debutta nelle monoposto con il nome di suo padre, gareggiando nel Campionato ADAC di Formula 4 con la squadra Van Amersfoort Racing. Termina il campionato al 10º posto ottenendo una vittoria a Oschersleben.
Nella successiva stagione 2016 Schumacher continua in Formula 4, partecipando al campionato tedesco e a quello italiano con il team Prema, una squadra nota per i suoi stretti legami con la Ferrari Driver Academy. Riesce a vincere 5 gare ed arrivare secondo in classifica finale in entrambi i campionati, dietro rispettivamente a Joey Mawson e Marcos Siebert.

#### Formula 3 Europea

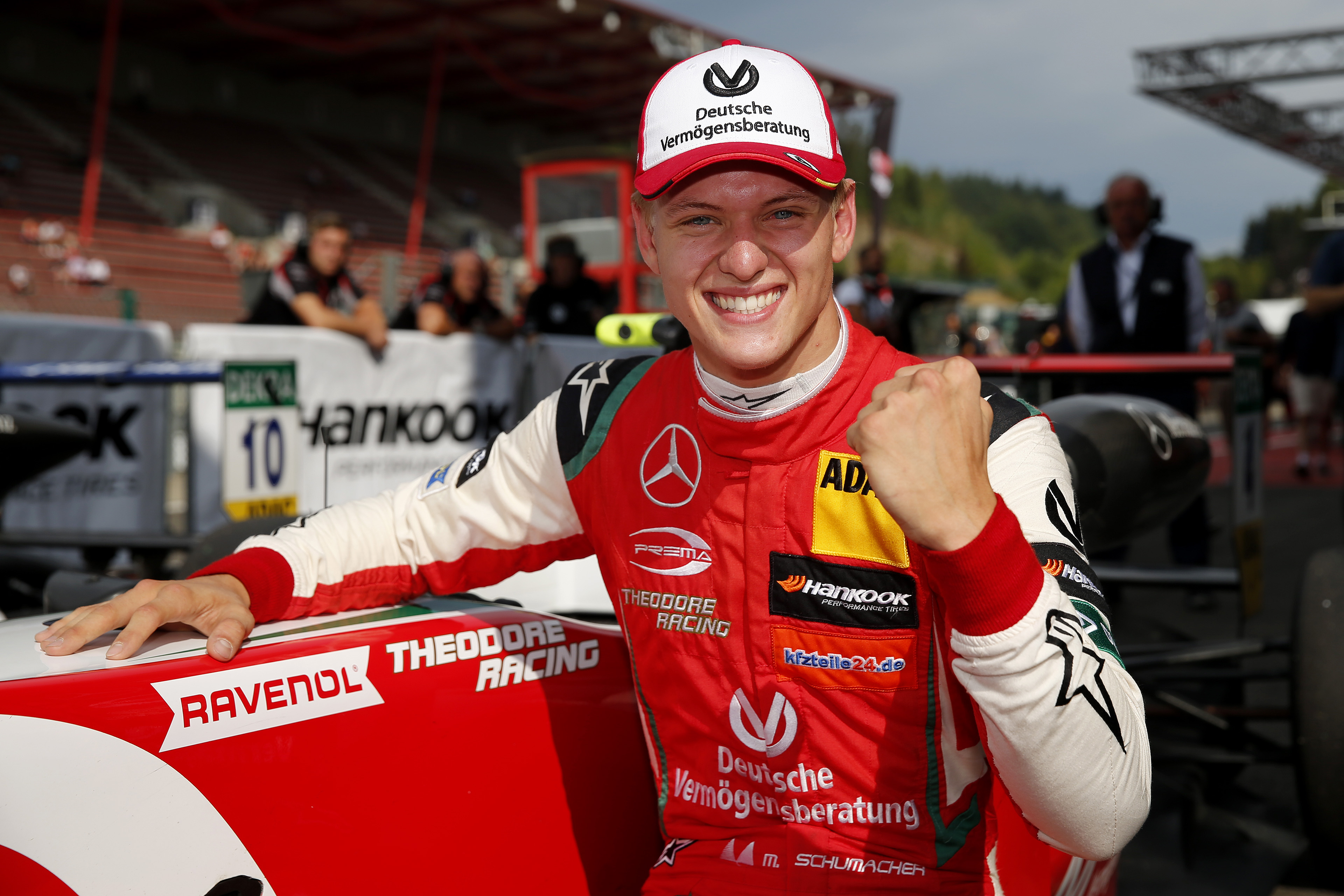
Mick Schumacher in Formula 3 Europea nel 2018.

Nella stagione 2017 Schumacher corre nel campionato europeo di Formula 3 con Prema Powerteam. Nella stagione di debutto nella categoria ottiene un podio e la dodicesima posizione in campionato. Un risultato al di sotto delle altissime aspettative create attorno al giovane pilota.
Il suo percorso in F3 europea continua nella stagione 2018 con la stessa scuderia. Dopo una prima parte di stagione difficile, in cui ottiene due terzi posti nelle prime dieci gare, riesce a vincere la sua prima gara nella categoria nella gara 3 di Spa-Francorchamps. Nelle successive gare ottiene altre sette vittorie, di cui cinque consecutive tra il Nürburgring e il Red Bull Ring. Ad Hockenheim conquista il titolo della categoria con una gara d'anticipo, ottenendo il primo titolo in monoposto.

#### Formula 2

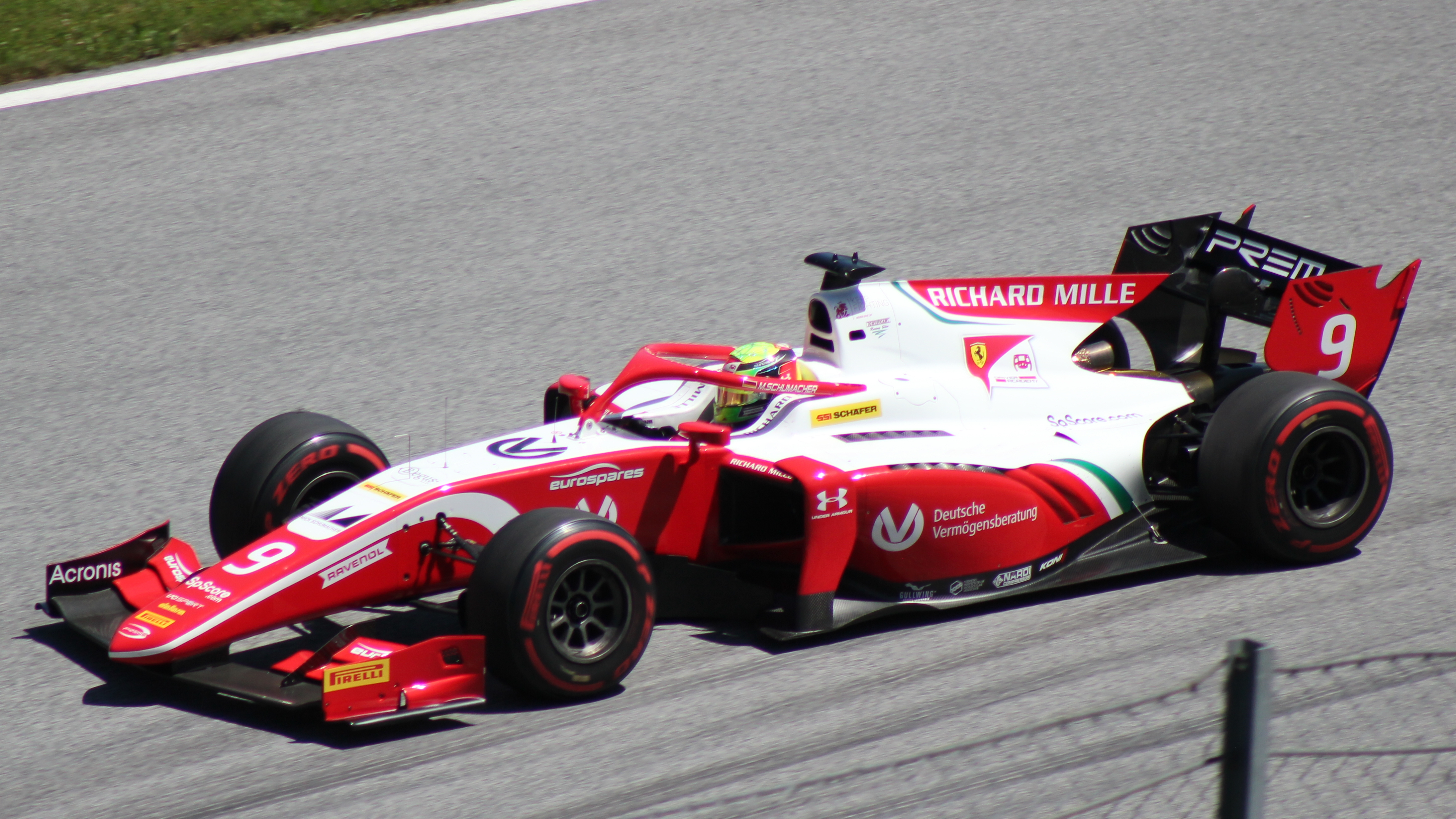
Mick Schumacher in F2 nel 2019.

La stagione successiva resta con il team Prema, ma sale di categoria affrontando la sua prima stagione di Formula 2. Nel primo appuntamento della stagione 2019 in Bahrain, il pilota tedesco conclude la prima gara all'ottavo posto e la seconda al sesto posto dopo essere scattato dalla pole position. Nel secondo appuntamento stagionale, sul circuito cittadino di Baku, nella feature race è costretto al ritiro per un testacoda. Partito diciannovesimo nella gara sprint, riesce a rimontare fino al 5º posto finale. Dopo alcune gare sfortunate in Spagna, a Monaco e in Francia, in cui è coinvolto in incidenti, in Austria è autore di un'ottima prestazione nella sprint race: scattato dall'ultima piazza per un problema al motore avuto nella gara del sabato, rimonta fino alla quarta posizione ad un soffio dal podio. Dopo una buona prestazione a Silverstone, in cui va ancora a punti, a Budapest riesce a vincere per la prima volta nella categoria in Gara 2, dopo essere arrivato ottavo in Gara 1. Nel finale di stagione alcune prestazioni altalenanti lo porteranno a piazzarsi in dodicesima posizione assoluta, terzo tra i rookie dietro Guanyu Zhou e lo scomparso Anthoine Hubert.
Nel 2020 viene confermato al volante del team Prema in Formula 2, affiancato dal vincitore della Formula 3 Robert Švarcman. Il campionato inizia sul Red Bull Ring di Spielberg con due weekend consecutivi tra il 3-5 luglio e il 10-12 luglio. Nel primo weekend scatta dalla quinta posizione nella feature race, occupando stabilmente le posizioni di podio, fino a quando dopo la safety car, entrata a 7 giri dalla fine, commette un errore, finendo nella ghiaia e riuscendo a ripartire solo in quattordicesima posizione. Negli ultimi giri recupera fino all'undicesimo posto, non entrando dunque in zona punti. La domenica mattina recupera fino al settimo posto, in una gara che lo vede costantemente dietro Nobuharu Matsushita, raccogliendo così i primi due punti della stagione. Una settimana dopo, sempre al Red Bull Ring, è autore di un quarto posto in Gara 1, mentre in Gara 2 è costretto al ritiro per un problema all'estintore di bordo mentre è in terza posizione.
Tuttavia, la sua stagione da quel momento inizia a migliorare. Il tedesco ottiene due terzi posti a Budapest, un secondo posto nella Sprint Race del secondo round a Silverstone un altro terzo in Gara 2 a Barcellona, un secondo e un terzo a Spa e una vittoria e un terzo posto a Monza, risultati che gli consentono di salire in testa alla classifica nella gara del Mugello, in cui ottiene un quinto e un quarto posto. A Soči continua la striscia positiva grazie ad un primo ed un terzo posto.
Il 6 dicembre 2020 si laurea campione della Formula 2.

### Formula 1

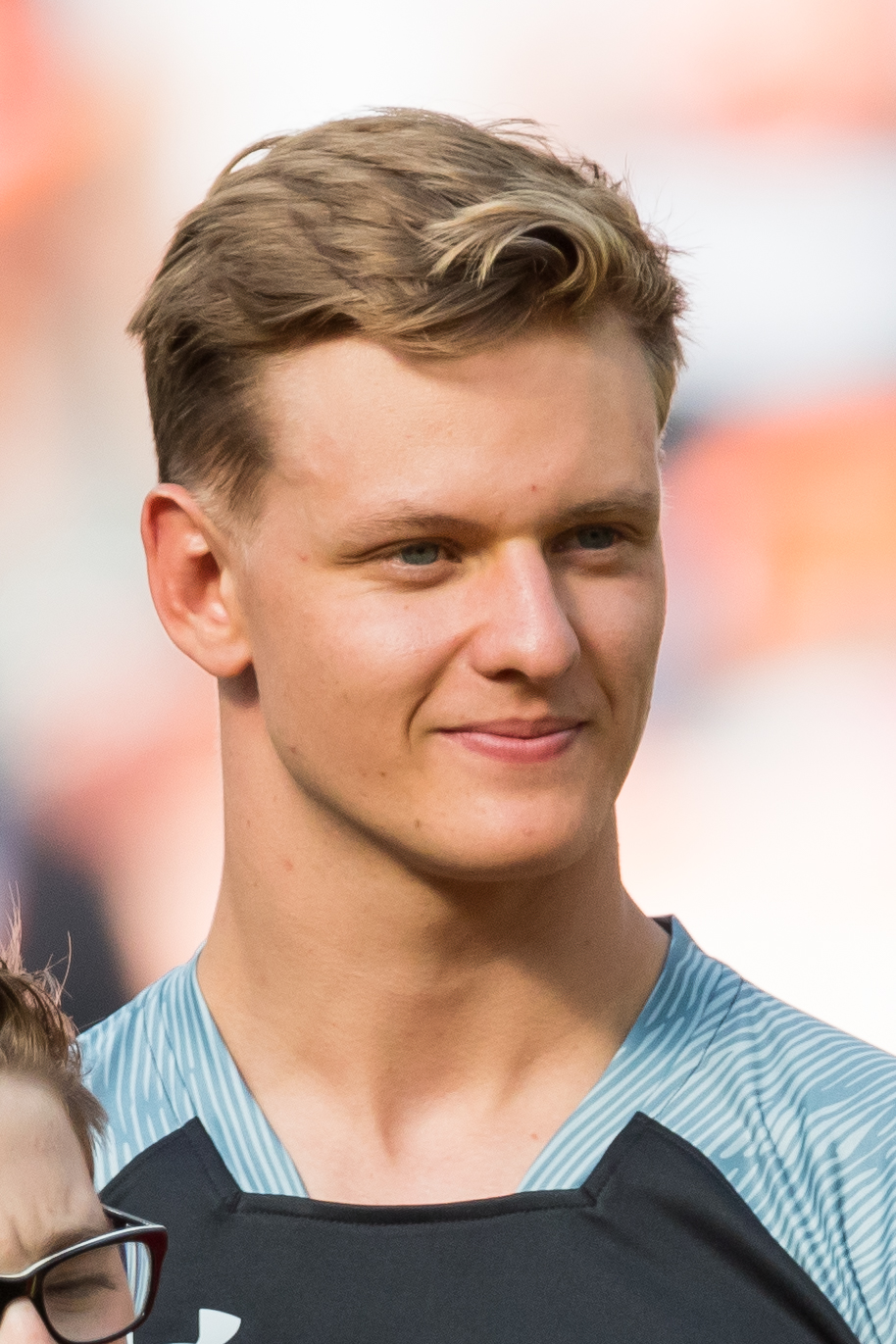
Mick Schumacher nel 2019

Il 19 gennaio 2019 viene annunciato il suo ingresso nella Ferrari Driver Academy, e nello stesso anno sceglie Nicolas Todt come suo procuratore sportivo, che è lo stesso manager di Charles Leclerc e dell'ex Ferrarista Felipe Massa. Il 2 aprile 2019 effettua il suo primo test su una vettura di Formula 1, debuttando alla guida della Ferrari SF90 sul circuito di Manama. Torna in pista il giorno successivo, al volante dell'Alfa Romeo C38.
Il 29 settembre 2020 viene annunciato il suo debutto nella massima categoria nella prima sessione di prove libere della prima edizione del Gran Premio dell'Eifel, sul circuito di casa del Nürburgring, al volante dell'Alfa Romeo C39 di Antonio Giovinazzi. A causa di avverse condizioni meteorologiche, la prima sessione di prove libere è stata cancellata costringendolo così a rinviare il suo debutto in una sessione di prove ufficiali di Formula 1. Durante la prima sessione di prove libere del Gran Premio di Abu Dhabi ha nuovamente la possibilità di guidare una Formula 1, effettuando la sessione a bordo della Haas. Lo stesso giorno viene annunciato dal team statunitense che Mick sarà pilota titolare a partire dal 2021, dopo aver siglato un contratto pluriennale, affiancando il russo Nikita Mazepin, anch'egli promosso nella massima categoria. Sceglie come numero di gara il 47.

#### Haas (2021-2022)

##### 2021

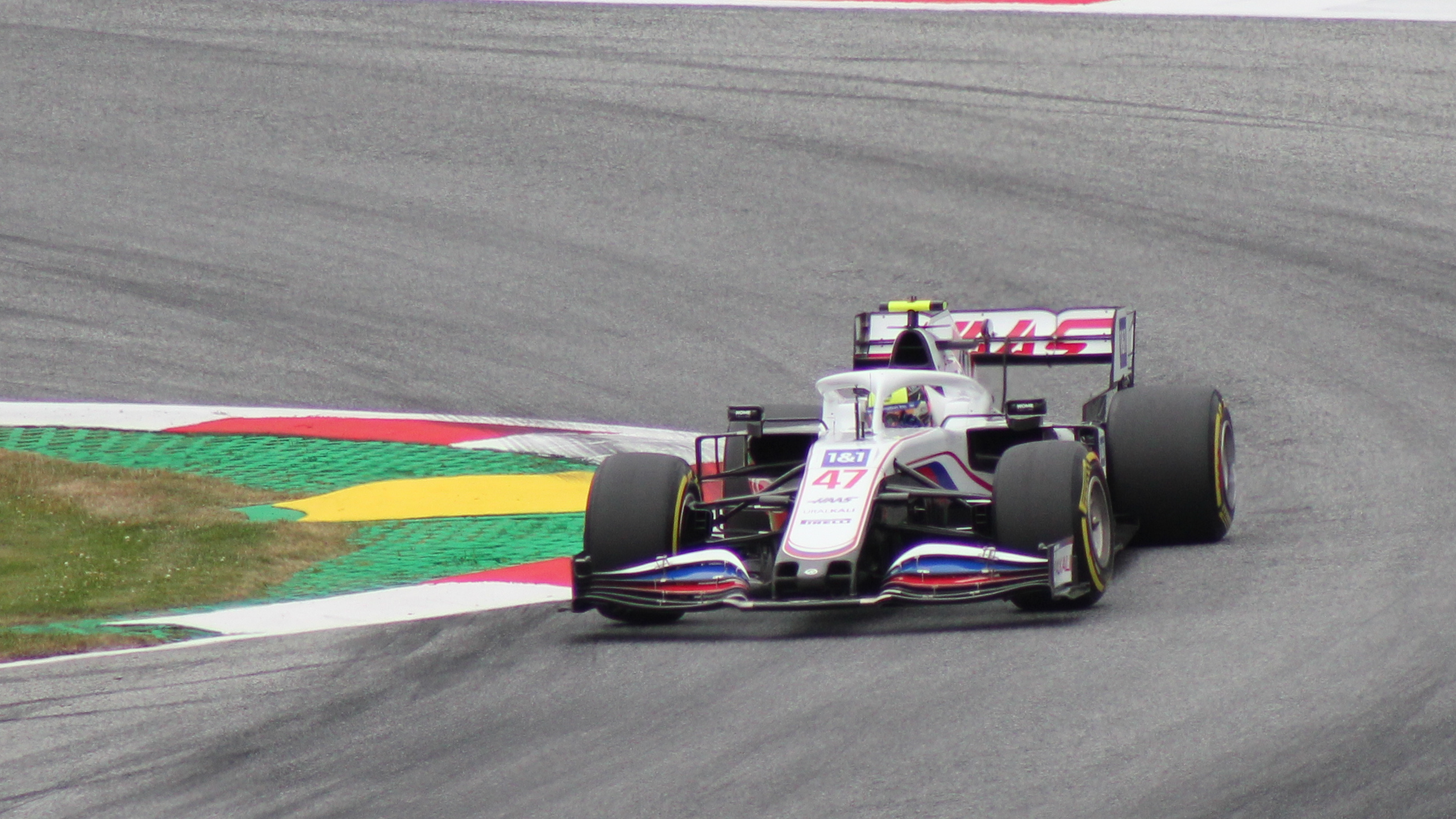
Mick Schumacher su Haas nel 2021.

Schumacher inizia la stagione con un sedicesimo posto nella prima gara. La Haas VF-21 si dimostra una vettura poco competitiva, non permettendo al tedesco e al compagno di squadra Mazepin di competere per la zona punti. Nelle qualifiche del Gran Premio di Francia, Schumacher ottiene il suo primo accesso alla Q2 in carriera. In gara conclude comunque diciannovesimo, davanti al solo Mazepin. Nel Gran Premio d'Ungheria è costretto a saltare le qualifiche per un incidente nell'ultima sessione di prove libere, ma in gara finisce tredicesimo dopo aver battagliato in pista anche con Max Verstappen, poi promosso dodicesimo dopo la squalifica di Sebastian Vettel, sarà il suo miglior risultato stagionale.
Il 23 settembre prima del Gran Premio di Russia il team Haas conferma Schumacher e Mazepin per la stagione 2022. Proprio nella gara russa, il pilota è costretto al primo ritiro in Formula 1, a causa di problemi idraulici. Nelle qualifiche del Gran Premio di Turchia, il tedesco si piazza quattordicesimo (entra per la seconda volta in Q2), retrocedendo al diciannovesimo posto durante la gara, davanti al solo compagno di squadra. Nel Gran Premio di Città del Messico si qualifica 18º, ma parte 14º a causa di penalità ricevute da altri piloti; in gara è costretto al ritiro dopo una collisione con Esteban Ocon alla prima curva. In Arabia Saudita Schumacher finisce in barriera all'ottavo giro, causando bandiera rossa, nell'ultima gara stagionale chiude quattordicesimo. Schumacher termina la sua stagione d'esordio al diciannovesimo posto nel campionato piloti senza ottenere punti, davanti a Robert Kubica e al suo compagno di team, Mazepin.

##### 2022

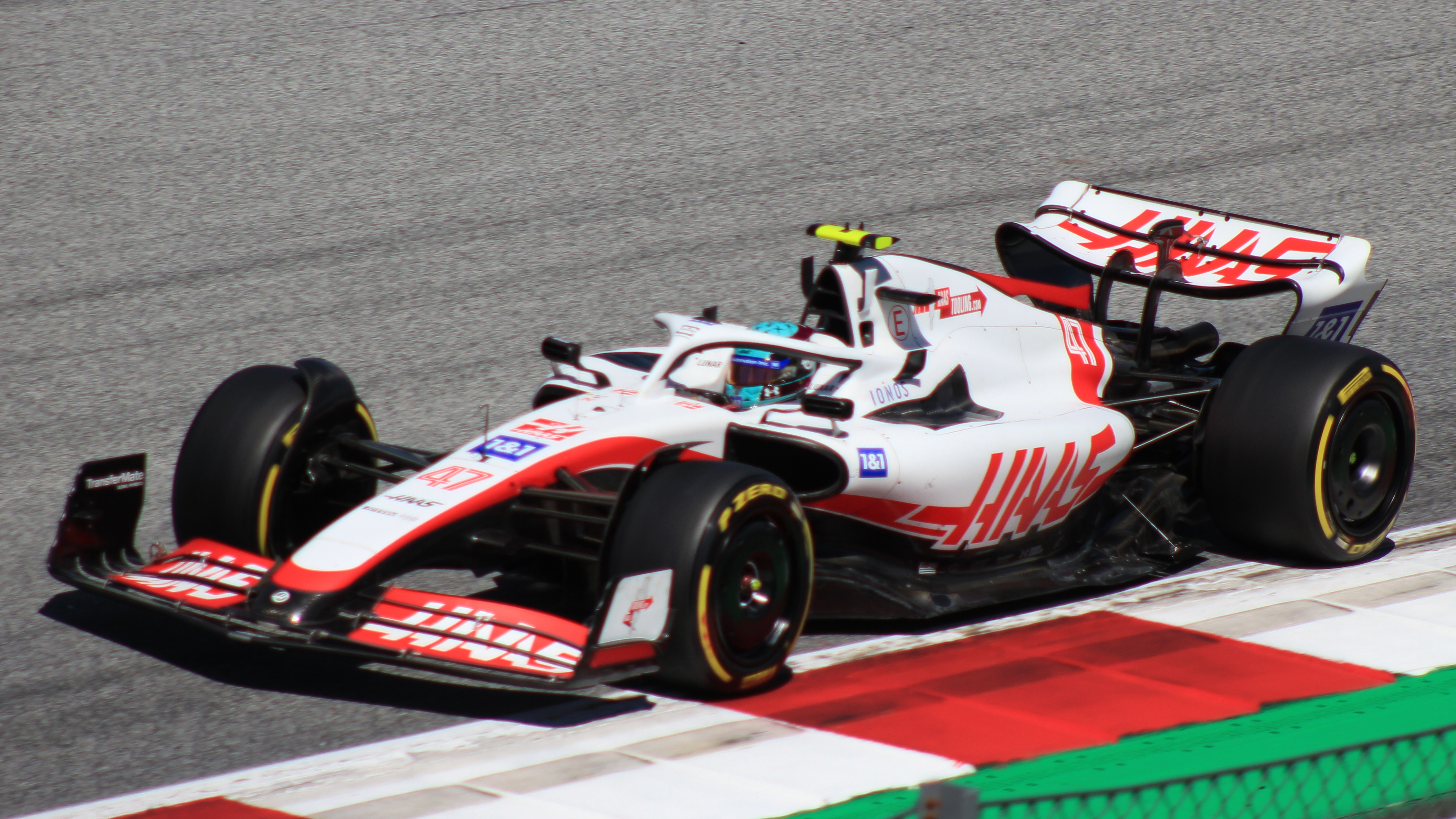
Mick Schumacher al Gran Premio d'Austria, terminato in sesta posizione.

Nella stagione 2022 Schumacher, oltre a essere pilota titolare in Haas, diventa terzo pilota della Ferrari insieme ad Antonio Giovinazzi, svolgendo il compito di pilota di riserva per i Gran Premi nei quali l'italiano è impegnato nella Formula E. Durante le qualifiche del Gran Premio d'Arabia Saudita Mick ha un grave incidente che gli impedisce di prendere parte alla gara il giorno successivo.
Nelle prime nove gare della stagione Schumacher non ottiene punti, rendendosi inoltre protagonista di un altro grave incidente nel Gran Premio di Monaco e dal quale esce illeso. In Canada si qualifica in sesta posizione (miglior risultato in carriera) per poi, in gara, ritirarsi a causa di un cedimento meccanico mentre occupava il settimo posto. Nel successivo Gran Premio di Gran Bretagna, a Silverstone, conquista i primi punti iridati tagliando il traguardo in ottava posizione. Nel Gran Premio d'Austria chiude nuovamente a punti ottenendo un sesto posto (il suo miglior risultato in carriera), venendo anche votato Driver of the Day.
Nel Gran Premio del Giappone Schumacher si ritrova per la prima volta a guidare una gara, sebbene per pochi secondi, ma poi perde posizioni concludendo al 18º posto.
Prima dell'ultimo Gran Premio della stagione, il team Haas rende noto che a fine stagione il contratto con il pilota non verrà rinnovato e che il suo posta sarà preso da Nico Hülkenberg.

#### Terzo pilota in Mercedes (2023-2024)
Il 15 dicembre 2022 termina la collaborazione con la Ferrari Driver Academy e successivamente viene ingaggiato come terzo pilota e collaudatore alla Mercedes. Il contratto di terzo pilota si estende automaticamente anche alla Williams e alla McLaren avendo questi due team una partnership con Mercedes. Il tedesco ritorna in pista a Barcellona durante i test Pirelli con la Mercedes W14, mentre con la McLaren MCL60 scende sul circuito di Portimão.
Nel giugno del 2024 prende parte a un test al Paul Ricard con l'Alpine A522. Nel novembre del 2024 ha annunciato l'addio al team tedesco, lasciando definitivamente la Formula 1.

### WEC

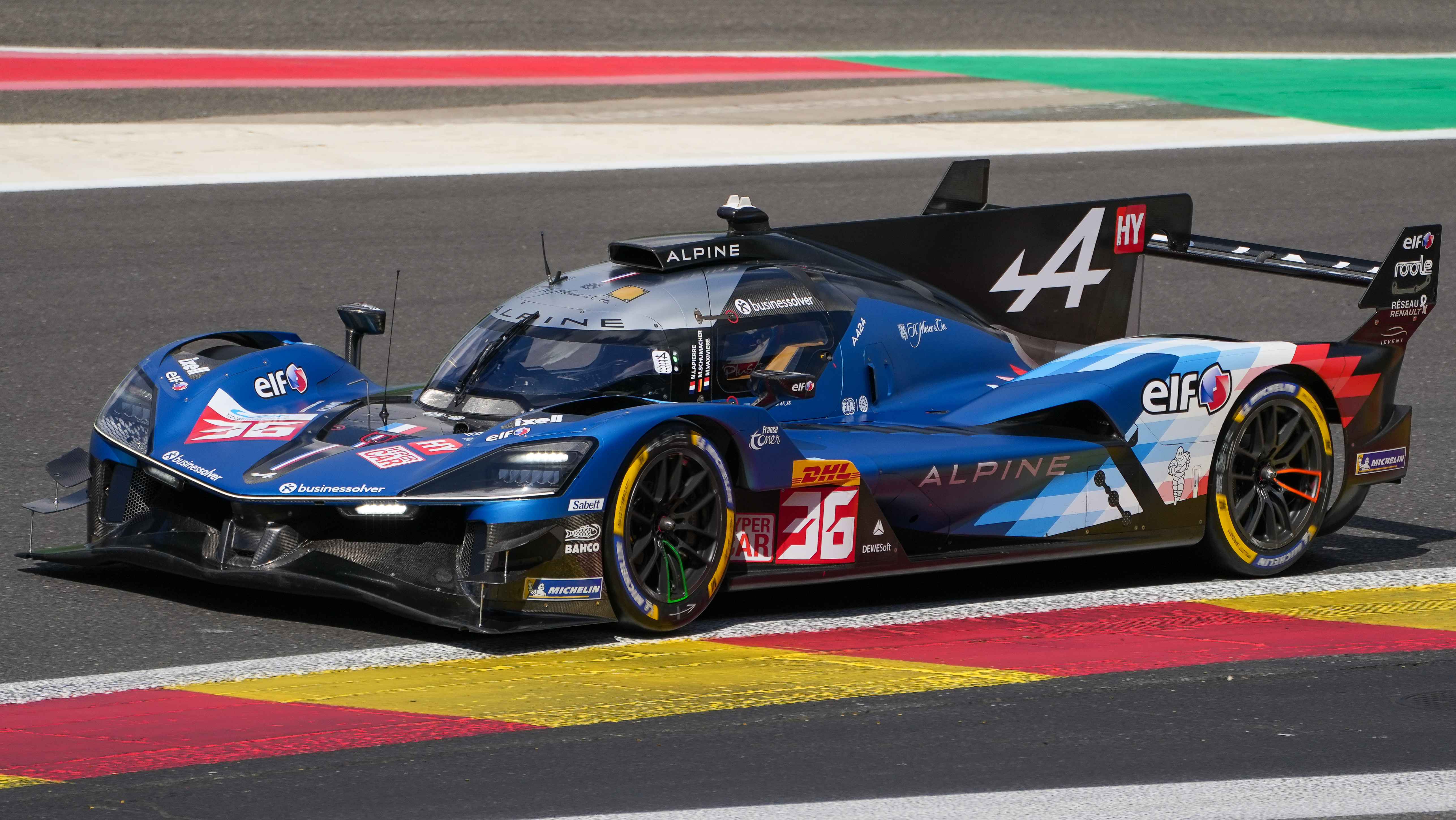
La Alpine A424 di Schumacher durante la 6 ore di Spa 2024

Nel ottobre del 2023 partecipa, sul Circuito di Jerez, ai suoi primi test della Alpine A424 LMDh, la nuova Hypercar del marchio francese. Il 22 novembre dello stesso anno vien annunciato come pilota ufficiale del marchio francese, dal 2024 parteciperà al Campionato del mondo endurance nella classe Hypercar. Dopo le prime tre gare in difficoltà, Schumacher in coppia con Nicolas Lapierre e Matthieu Vaxivière riesce a conquistare il primo podio nella 6 Ore del Fuji 2024 arrivando terzo.
Per la stagione 2025 viene confermato dal team francese. 

## Risultati

### Riepilogo
| Stagione | Campionato                  | Team                  | Gare                        | Vittorie                    | Pole                        | Giri veloci                 | Podi                        | Punti                       | Pos.                        |
| -------- | --------------------------- | --------------------- | --------------------------- | --------------------------- | --------------------------- | --------------------------- | --------------------------- | --------------------------- | --------------------------- |
| 2015     | ADAC Formula 4 Championship | Van Amersfoort Racing | 22                          | 1                           | 0                           | 0                           | 2                           | 92                          | 10º                         |
| 2015–16  | MRF Challenge Formula 2000  | MRF Racing            | 4                           | 0                           | 0                           | 0                           | 2                           | 51                          | 10º                         |
| 2016     | ADAC Formula 4 Championship | Prema Powerteam       | 24                          | 5                           | 4                           | 2                           | 12                          | 322                         | 2º                          |
| 2016     | Formula 4 italiana          | Prema Powerteam       | 18                          | 5                           | 4                           | 6                           | 10                          | 216                         | 2º                          |
| 2016–17  | MRF Challenge Formula 2000  | MRF Racing            | 16                          | 4                           | 2                           | 1                           | 9                           | 215                         | 3º                          |
| 2017     | F3 europea                  | Prema Powerteam       | 30                          | 0                           | 0                           | 0                           | 1                           | 94                          | 12º                         |
| 2018     | F3 europea                  | Prema Theodore Racing | 30                          | 8                           | 7                           | 4                           | 14                          | 365                         | 1º                          |
| 2019     | Formula 2                   | Prema Racing          | 22                          | 1                           | 0                           | 1                           | 1                           | 53                          | 12º                         |
| 2020     | Formula 2                   | Prema Racing          | 24                          | 2                           | 0                           | 3                           | 10                          | 215                         | 1º                          |
| 2021     | Formula 1                   | Haas                  | 22                          | 0                           | 0                           | 0                           | 0                           | 0                           | 19º                         |
| 2022     | Formula 1                   | Haas                  | 21                          | 0                           | 0                           | 0                           | 0                           | 12                          | 16º                         |
| 2023     | Formula 1                   | Mercedes AMG F1       | Terzo pilota / Collaudatore | Terzo pilota / Collaudatore | Terzo pilota / Collaudatore | Terzo pilota / Collaudatore | Terzo pilota / Collaudatore | Terzo pilota / Collaudatore | Terzo pilota / Collaudatore |
| 2024     | WEC - Hypercar              | Alpine Endurance Team | 7                           | 0                           | 0                           | 0                           | 0                           | 18*                         |                             |
| 2024     | Formula 1                   | Mercedes AMG F1       | Terzo pilota / Collaudatore | Terzo pilota / Collaudatore | Terzo pilota / Collaudatore | Terzo pilota / Collaudatore | Terzo pilota / Collaudatore | Terzo pilota / Collaudatore | Terzo pilota / Collaudatore |

* Stagione in corso.

### Risultati in Formula 3 europea
(legenda) (Le gare in grassetto indicano la pole position) (Le gare in corsivo indicano Gpv)
| Stagione | Team                  | Motore   | 1   | 2   | 3   | 4   | 5   | 6   | 7   | 8   | 9   | 10  | 11  | 12  | 13  | 14  | 15  | 16  | 17  | 18  | 19  | 20  | 21  | 22  | 23  | 24  | 25  | 26  | 27  | 28  | 29  | 30  | Punti | Pos. |
| -------- | --------------------- | -------- | --- | --- | --- | --- | --- | --- | --- | --- | --- | --- | --- | --- | --- | --- | --- | --- | --- | --- | --- | --- | --- | --- | --- | --- | --- | --- | --- | --- | --- | --- | ----- | ---- |
| 2017     | Prema Powerteam       | Mercedes | SIL | SIL | SIL | MNZ | MNZ | MNZ | PAU | PAU | PAU | HUN | HUN | HUN | NOR | NOR | NOR | SPA | SPA | SPA | ZAN | ZAN | ZAN | NÜR | NÜR | NÜR | RBR | RBR | RBR | HOC | HOC | HOC | 94    | 12º  |
| 2017     | Prema Powerteam       | Mercedes | 8   | 6   | 17  | 6   | 3   | 6   | 9   | 11  | 12  | 9   | 9   | 11  | 7   | 12  | Rit | 6   | 9   | 8   | 6   | 9   | 11  | 8   | 15  | 11  | 7   | 10  | 8   | 11  | 18  | 18  | 94    | 12º  |
| 2018     | Prema Theodore Racing | Mercedes | PAU | PAU | PAU | HUN | HUN | HUN | NOR | NOR | NOR | ZAN | ZAN | ZAN | SPA | SPA | SPA | SIL | SIL | SIL | MIS | MIS | MIS | NÜR | NÜR | NÜR | RBR | RBR | RBR | HOC | HOC | HOC | 365   | 1º   |
| 2018     | Prema Theodore Racing | Mercedes | 16  | 10  | 7‡  | 4   | 7   | 3   | 5   | 9   | 15  | 3   | Rit | 13  | 4   | Rit | 1   | Rit | 1   | 5   | 1   | 3   | 5   | 1   | 1   | 1   | 1   | 1   | 2   | 12  | 2   | 2   | 365   | 1º   |

‡ È stato assegnato metà punteggio in quanto è stata completata meno del 75% della distanza di gara.

### Risultati in Formula 2
(legenda) (Le gare in grassetto indicano la pole position) (Le gare in corsivo indicano Gpv)
| Stagione | Team         | 1   | 2   | 3   | 4   | 5   | 6   | 7    | 8    | 9    | 10   | 11  | 12  | 13  | 14  | 15  | 16  | 17  | 18  | 19  | 20  | 21   | 22   | 23   | 24   | Punti | Pos. |
| -------- | ------------ | --- | --- | --- | --- | --- | --- | ---- | ---- | ---- | ---- | --- | --- | --- | --- | --- | --- | --- | --- | --- | --- | ---- | ---- | ---- | ---- | ----- | ---- |
| 2019     | Prema Racing | BHR | BHR | BAK | BAK | CAT | CAT | MON  | MON  | LEC  | LEC  | RBR | RBR | SIL | SIL | HUN | HUN | SPA | SPA | MNZ | MNZ | SOC  | SOC  | YMC  | YMC  | 53    | 12º  |
| 2019     | Prema Racing | 8   | 6   | Rit | 5   | 15  | 12  | 13   | 11   | Rit  | Rit  | 18  | 4   | 11  | 6   | 8   | 1   | C   | C   | Rit | 6   | Rit  | Rit  | 9    | 11   | 53    | 12º  |
| 2020     | Prema Racing | RBR | RBR | RBR | RBR | HUN | HUN | SIL1 | SIL1 | SIL2 | SIL2 | CAT | CAT | SPA | SPA | MNZ | MNZ | MUG | MUG | SOC | SOC | SAK1 | SAK1 | SAK2 | SAK2 | 215   | 1º   |
| 2020     | Prema Racing | 11  | 7   | 4   | Rit | 3   | 3   | 9    | 14   | 7    | 2    | 6   | 3   | 3   | 2   | 1   | 3   | 5   | 4   | 1   | 3‡  | 4    | 7    | 6    | 18   | 215   | 1º   |

‡ È stato assegnato metà punteggio in quanto è stata completata meno del 75% della distanza di gara.

### Risultati in Formula 1
| 2021 | Scuderia | Vettura |    |    |    |    |    |    |    |    |    |    |    |    |    |    |     |    |    |     |    |    |     |    |  |  | Punti | Pos. |
| ---- | -------- | ------- | -- | -- | -- | -- | -- | -- | -- | -- | -- | -- | -- | -- | -- | -- | --- | -- | -- | --- | -- | -- | --- | -- |  |  | ----- | ---- |
| 2021 | Haas     | VF-21   | 16 | 16 | 17 | 18 | 18 | 13 | 19 | 16 | 18 | 18 | 12 | 16 | 18 | 15 | Rit | 19 | 16 | Rit | 18 | 16 | Rit | 14 |  |  | 0     | 19º  |

| 2022 | Scuderia | Vettura |    |    |    |    |    |    |     |    |     |   |   |    |    |    |    |    |    |    |    |    |    |    |  |  | Punti | Pos. |
| ---- | -------- | ------- | -- | -- | -- | -- | -- | -- | --- | -- | --- | - | - | -- | -- | -- | -- | -- | -- | -- | -- | -- | -- | -- |  |  | ----- | ---- |
| 2022 | Haas     | VF-22   | 11 | NP | 12 | 17 | 15 | 14 | Rit | 14 | Rit | 8 | 6 | 15 | 14 | 17 | 13 | 12 | 13 | 17 | 15 | 16 | 13 | 16 |  |  | 12    | 16º  |

| Legenda | 1º posto     | 2º posto | 3º posto    | A punti         | Senza punti/Non class.  | Grassetto – Pole position Corsivo – Giro più veloce Apice – Risultato Sprint (A punti) |
| Legenda | Squalificato | Ritirato | Non partito | Non qualificato | Solo prove/Terzo pilota | Grassetto – Pole position Corsivo – Giro più veloce Apice – Risultato Sprint (A punti) |

### Risultati nel WEC
| Anno    | Squadra               | Classe   | Vettura     | QAT | IMO | SPA | LMS | SÃO | COA | FUJ | BHR | Punti | Pos. |
| ------- | --------------------- | -------- | ----------- | --- | --- | --- | --- | --- | --- | --- | --- | ----- | ---- |
| 2024    | Alpine Endurance Team | Hypercar | Alpine A424 | 11  | 16  | 12  | Rit | 10  | 9   | 3   | 9   | 21    | 22°  |
| Anno    | Squadra               | Classe   | Vettura     | QAT | IMO | SPA | LMS | SÃO | COA | FUJ | BHR | Punti | Pos. |
| 2025    | Alpine Endurance Team | Hypercar | Alpine A424 | 13  | 3   | 3   | 9   |     |     |     |     | 34*   |      |
| Legenda |                       |          |             |     |     |     |     |     |     |     |     |       |      |

* Stagione in corso.

### Risultati 24 ore di Le Mans
| Anno | Team                  | Co-Piloti                           | Auto        | Classe   | Giri | Pos. | Classe Pos. |
| ---- | --------------------- | ----------------------------------- | ----------- | -------- | ---- | ---- | ----------- |
| 2024 | Alpine Endurance Team | Matthieu Vaxivière Nicolas Lapierre | Alpine A424 | Hypercar | 88   | DNF  | DNF         |
| 2025 | Alpine Endurance Team | Jules Gounon Frédéric Makowiecki    | Alpine A424 | Hypercar | 384  | 10°  | 10°         |

## Vita privata
Mick Schumacher è nato e cresciuto con la famiglia in Svizzera, vivendo a Vufflens-le-Château fino al 2008 e poi a Gland; ha una sorella maggiore, Gina Maria, nata nel 1997.
Il 29 dicembre 2013 era con il padre quando quest'ultimo ha avuto un grave incidente schiantandosi con la testa contro una roccia a seguito di una caduta dagli sci tra le nevi di Méribel, in Francia, incidente a seguito del quale è rimasto in coma per diversi mesi. Nel marzo 2017 parla per la prima volta in pubblico di suo padre, definendolo il suo idolo e il suo modello.
Il 27 agosto 2017, prima del Gran Premio del Belgio di Formula 1, effettua un giro di pista con la Benetton B194 (con cui Michael vinse il suo primo titolo), per celebrare i 25 anni dalla prima vittoria del padre in Formula 1, anche se questa fu ottenuta invece con la B192, non disponibile il giorno del gran premio per motivi organizzativi.
Il 27 luglio 2019, prima delle qualifiche del Gran Premio di Germania, effettua alcuni giri in pista, sempre in onore del padre, con la Ferrari F2004, la vettura con cui Michael, 15 anni prima, aveva conquistato l'ultimo titolo iridato, il settimo in carriera ed il quinto con la Ferrari.
Il 13 settembre 2020, prima dell'edizione inaugurale del Gran Premio della Toscana sul circuito del Mugello, introdotto dalla FIA per garantire un certo numero di gare durante la stagione, condizionata dalla pandemia di COVID-19, in cui la Ferrari disputa la sua millesima gara in Formula 1, effettua qualche giro in pista di nuovo alla guida della Ferrari F2004.